# Одеон (станція метро)
48°51′08″ пн. ш. 2°20′19″ сх. д. / 48.852248936367° пн. ш. 2.3385575586842° сх. д.
Одеон (фр. Odéon) — станція на лінії 4 і 10 паризького метро.
Розташована в VI окрузі на Лівому березі.
В 2013 році станцією користувалися 6 156 948 пасажирів, що робить її 58-мою за завантаженістю з 302 станцій.

Названа на честь однойменного драматичного театру, розташованого поруч зі станцією.

## Історія
- 9 січня 1910: відкриття станції у складі дистанції Шатле — Распай лінії 4, що сполучила два береги річки Сени.
- 14 квітня 1926: відкриття платформи лінії 10, що чотири роки залишалася східною кінцевою лінією, до того, поки не була побудована дистанції до станції Пляс д'Італі (тепер це 7-ма лінія).

## Конструкція
- Зал лінії 4 односклепінний з двома прямими береговими платформами. Станція типу горизонтальний ліфт.
- Зал лінії 10 односклепінний з двома береговими платформами на дузі.

## Визначні місця
У кроковій досяжності знаходяться:
- Люксембурзький палац
- Люксембурзький сад
- Ліцей Фенелона
- Театр Одеон

## Пересадки
- Автобуси: 58, 63, 70, 86, 87, 96 та Noctilien[en] N12, N13
- Станція RER Люксембург

## Операції
| Попередня станція | Лінія | Лінія                           | Лінія | Наступна станція   |
| ----------------- | ----- | ------------------------------- | ----- | ------------------ |
| Сен-Мішель        |       | Паризький метрополітен Лінія 4  |       | Сен-Жермен-де-Пре  |
| Мабільон          |       | Паризький метрополітен Лінія 10 |       | Клюні — Ля-Сорбонн |